# 전탄역
전탄역(前灘驛)은 조선민주주의인민공화국 함경남도 고원군 고원읍에 위치한 강원선의 철도역이다.

## 연혁
- 1916년 9월 21일: 영업 개시[1]